# Pamphlebia simpliciaria
Pamphlebia simpliciaria är en fjärilsart som beskrevs av Walker 1861. Pamphlebia simpliciaria ingår i släktet Pamphlebia och familjen mätare. Inga underarter finns listade i Catalogue of Life.